# Buxton Orr
Buxton Daeblitz Orr (Glasgow, 18 april 1924 – Hereford, 27 december 1997) was een Schots componist, muziekpedagoog en dirigent.

## Levensloop
Orr studeerde geneeskunde en fysiologie en behaalde in beide vakken zijn diploma's. Maar hij stopte zijn carrière als arts en studeerde van 1952 tot 1955 voortaan compositie bij Benjamin Frankel in Londen. Later studeerde hij aan de Guildhall School of Music and Drama in Londen. Aan het einde van de jaren 1950 componeerde hij muziek voor een aantal films ("Karloff horrors", "Suddenly Last Summer") en voor het theater (Flowering Cherry).
Vanaf 1965 werd hij docent aan de Guildhall School of Music and Drama en richtte aldaar in 1975 het New Music Ensemble op. Van 1970 tot 1980 was hij dirigent van het "London Jazz Composers' Orchestra" en maakte met dit ensemble concertreizen door Groot-Brittannië en Centraal-Europa. In 1972 naam hij met dit ensemble deel aan het Berlijnse Jazz Festival. Vanaf 1990 stopte hij met zijn werkzaamheden als docent om meer tijd te krijgen voor het schrijven van muziek. Vervolgens leefde hij teruggetrokken in de Wye Valley vlak aan de grens tussen Wales en Engeland tot aan zijn dood.
Hij kreeg compositieopdrachten van de Universiteit van Glasgow, de Saltire Society, de Park Lane Group, de British Broadcasting Corporation voor het Bath Festival in 1979, van de Schotse omroep, van het City of London Festival en van de Merseyside Arts. Hij was verder geïnteresseerd in muziek voor het theater en dat leidde tot composities voor "Unicorn", "The Last Circus" en "Ring in the New". Het laatstgenoemde werk schreef hij gedurende zijn werkzaamheden als huiscomponist en mededirecteur van het "Music Theatre Studio Ensemble" aan het Banff Centre for Arts and Creativity in Canada. In 1988 werd aan hem samen met Michael Bawtree de Seagrams Prize van de "American National Theatre Network" uitgereikt.
Later schreef hij werken voor orkest, harmonieorkest, brassband, liederen, kamermuziek en een opera in een bedrijf The Wager, die in 1961 door het nieuwe operagezelschap van Sadler's Wells Theatre uitgevoerd werd.

## Composities

### Werken voor orkest
- 1968 A Celtic Suite, voor strijkorkest
- 1968 Fanfare and Processional, voor strijkorkest
- 1973 Refrains III, voor geïmproviseerd Jazz Orchestra
- 1977 Triptych, voor orkest
- 1987 A Carmen Fantasy, voor cello en orkest (of strijkorkest)
- 1987 Portrait of the Don, voor cello en strijkorkest
- 1987 Sinfonia Ricercante, voor orkest
- 1992 Refrains VI, voor kamerorkest

### Werken voor harmonieorkest en brassband
- 1971 Trombone Concerto, voor trombone en brassband of harmonieorkest
  1. Andante con moto
  2. Lento (Passacaglia)
  3. Alla Marcia
- 1972 A John Gay Suite, voor harmonieorkest
- 1976 Concerto for Trumpet, voor trompet en brassband
- 1980 A Caledonian Suite, voor brassband of harmonieorkest
- 1985 Tournament, voor tien koperblazers
- 1993 Narration, voor harmonieorkest

### Muziektheater

#### Opera's
| Voltooid in | titel         | aktes      | première                     | libretto |
| ----------- | ------------- | ---------- | ---------------------------- | -------- |
| 1960-1961   | The Wager     | 1 akte     | 1961, Londen, Sadlers' Wells |          |
| 1997        | The Alchemist | onvoltooid |                              |          |

#### Toneelmuziek
- 1981 Unicorn
- 1984 The Last Circus
- 1986 Ring in the New

### Vocale muziek

#### Koor
- 1961 The Echoing Green, zangcyclus voor unisono kinderkoor en piano – tekst: William Blake

#### Liederen
- 1963 Canzona, voor tenor, klarinet en strijktrio – tekst: verscheidene Schotse dichters
- 1965 The Ballad of Mr & Mrs Discobbolos, voor tenor en piano (of gitaar) – tekst: Edward Lear
- 1967 Songs of a Childhood, voor mezzosopraan en piano – tekst: verscheidene Schotse dichters
- 1969 Eight Songs from the Yüan, voor countertenor en piano – tekst: vertaald door Yang en Metzger
- 1971 many kinds of yes, voor sopraan, contralto en piano – tekst: E.E. Cummings
- 1978 The Knight and the Lady uit "The Ingoldsby Legends", zangcyclus voor zangstem
- 1986 Ten Types of Hospital Visitor, voor sopraan en contrabas (of piano) – tekst: Charles Causley

### Kamermuziek
- 1955 Sonata, voor viool en piano
- 1966 Episodes, voor althobo (of altviool) en piano
- 1967 Sonata per Dieci, voor dubbelblazerskwintet
- 1969 Divertimento, voor koperkwintet
- 1969 Sonata for Brass, voor koperkwintet
- 1970 Five Sketches, voor vier trombones
- 1970 Refrains I, voor althobo (of altviool) en piano
- 1971 Refrains II, voor klarinet, altviool en piano
- 1976 Highland Complaintes and Fancies, voor zes houtblazers
- 1977 Refrains IV – Strijkkwartet nr. 1
- 1982 Piano trio nr. 1
- 1985 Strijkkwartet nr. 2
- 1986 Piano trio nr. 2
- 1986 Piano trio nr. 3
- 1987 A Carmen Fantasy, voor cello en piano
- 1987 Portrait of the Don, voor cello en piano
- 1988 Refrains V, voor klarinet en piano
- 1994 Elegy, voor cello en piano
- 1994 Duo, voor barokviool en contrabas
- 1996 String Trio
- 1997 Kate's Piece, voor altfluit en altviool

### Werken voor piano
- 1952 Bagatelles
- 1979 Side by Side
- 1985 Variations

### Werken voor harp
- 1965 Diatonic Preludes

### Filmmuziek
- 1958 Grip of the Strangler
- 1958 Fiend Without a Face
- 1958 Corridors of Blood
- 1959 The Flying Doctor (TV Series (additional music))
- 1959 First Man Into Space
- 1959 Suddenly, Last Summer
- 1961 Doctor Blood's Coffin
- 1961 Snake Woman ook bekend als: Terror of the Snake Woman
- 1964 The Eyes of Annie Jones
- 1965 Walk a Tightrope